# Aaron Spelling
Aaron Spelling, född 22 april 1923 i Dallas, Texas, död 23 juni 2006 i Holmby Hills, Los Angeles, Kalifornien, var en amerikansk film- och TV-producent.

## Biografi
Spelling var son till invandrade polska judar som hade slagit sig ned i Dallas. Han var under några år gift med skådespelaren Carolyn Jones och var i ett annat äktenskap far till skådespelarna Tori och Randy Spelling.
Spellings karriär inom televisionen var kometartad och hans produktion blev diger med åren. Som har medverkade Spelling till över 200 produktioner, främst krediterad som verkställande producent, men för vissa produktioner även som skapare och showrunner. 
Bland hans verk återfinns Beverly Hills 90210, Melrose Place, Förhäxad, Sunset Beach, Charlies änglar, Sjunde himlen, Starsky & Hutch och Dynastin. Spellings verk var ofta kommersiella succéer, men mer sällan kritikerrosade eller prisbelönade.
Framgångarna gjorde att Spelling kunde skapa sitt eget produktionsbolag och bygga upp en enastående förmögenhet.

## Filmografi

### TV-serier
Verkställande producent om inget annat anges

- 1968–1973 – Gänget (TV-serie)
- 1975–1979 – Starsky och Hutch (TV-serie)
- 1976–1981 – Charlies änglar (TV-serie)
- 1977–1984 – Fantasy Island (TV-serie)
- 1977–1987 – Kärlek ombord (TV-serie)
- 1979–1984 – Par i hjärter (TV-serie)
- 1981–1989 – Dynastin (TV-serie)
- 1982–1986 – T.J. Hooker (TV-serie)
- 1983–1988 – Hotellet (TV-serie)
- 1990–2000 – Beverly Hills (TV-serie)
- 1992–1999 – Melrose Place (TV-serie)
- 1994–1995 – Models Inc. (TV-serie)
- 1994–1995 – Mord, mina herrar (TV-serie)
- 1996–1997 – Savannah (TV-serie)
- 1996–2006 – Sjunde himlen (TV-serie)
- 1997–1999 – Sunset Beach (TV-serie)
- 1998–2006 – Förhäxad (TV-serie)
- 2003–2004 – Polisaspiranten (TV-serie)
- 2004–2005 – Summerland (TV-serie)

### Långfilmer
- 1983 – Se upp, farsan är lös!
- 1987 – Älskling, jag ger mej (producent)
- 2000 – Charlies änglar

## Bostadshuset "The Manor"

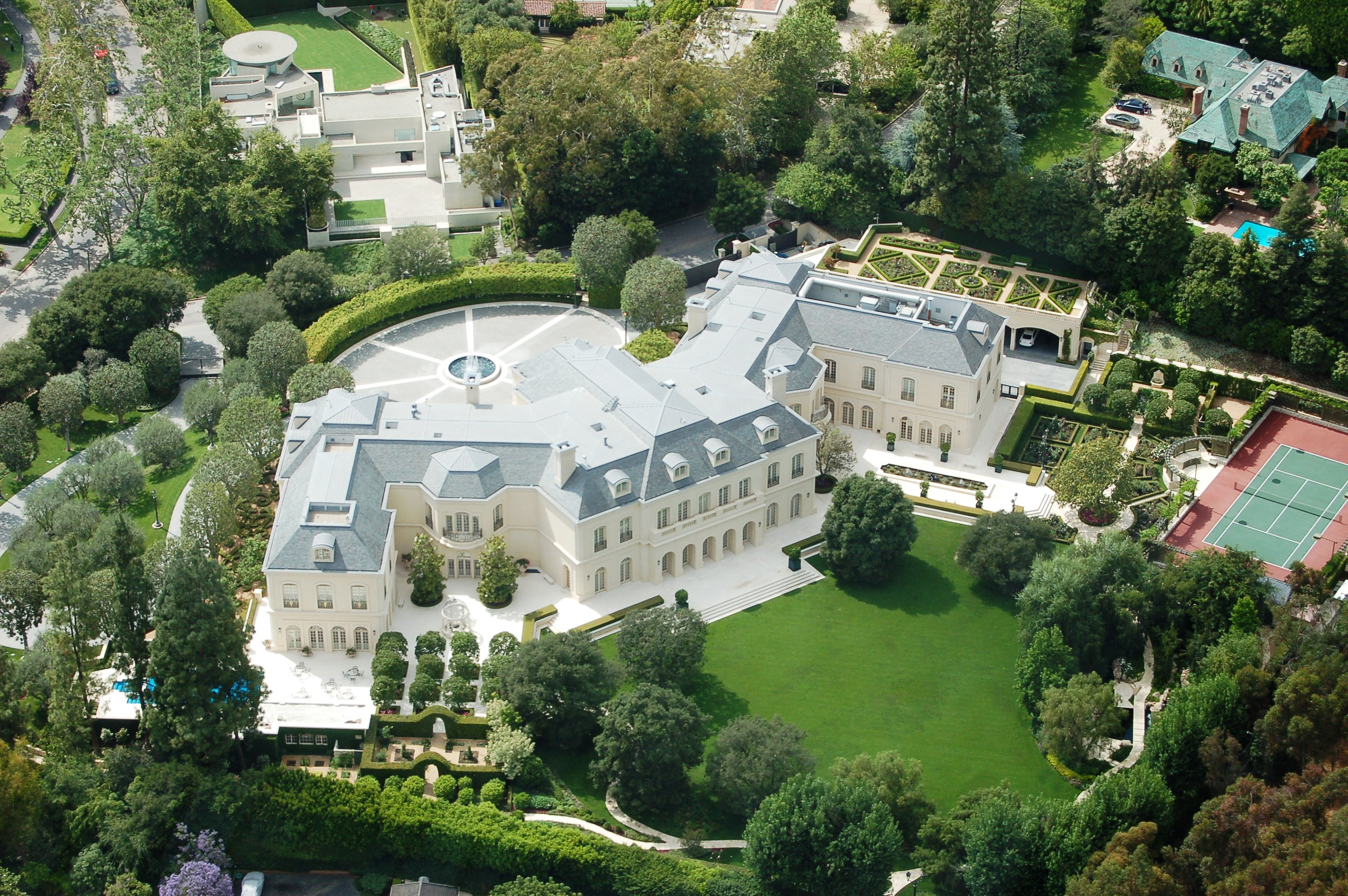
Bostadshuset "The Manor", som Aaron Spelling lät uppföra. Foto från år 2008.

Spelling var också känd för att ha ett av de största privatbostäderna i Los Angeles. Spelling anlade det jättelika huset på en tomt i Holmby Hills där Bing Crosbys hus tidigare legat (594 Mapleton Drive). Delar av andra, angränsande tomter köptes också för att förstora egendomen. Huset är byggt som ett franskt chateau och brukar kallas "The Manor". En del grannar i Holmby Hills samt angränsande Bel Air och Beverly Hills uppskattade inte detta vita palats som tydligt syns från olika håll. Huset slår de flesta av de sagolika hus där miljonärsfamiljernas intriger utspelades i flera av Spellings egna TV-serier, exempelvis som i 80-talslångköraren Dynastin.